# Ramon Ribera i Llobet
Ramon Ribera i Llobet (Sabadell, 7 de setembre de 1882 - 2 de febrer de 1957) fou un periodista i escriptor català.

## Activitat periodística
El primer contacte amb el món de la premsa el va tenir treballant en la impremta del seu pare, Magí Ribera i Martínez, on s'imprimien diaris com Los desheredados, El Federal o El Sabadell Moderno.
- 1907-1909. Col·labora a Acció catalana.
- 1908-1917. Col·labora a la Gazeta del Vallès.
- 1915-1917. Funda i dirigeix la revista de divulgació teatral Teatralia.
- 1920. Dirigeix la revista literària Garba.
- 1928-1930. Col·labora a l'Anuari Sabadellenc.
- 1933. Col·labora a La Ciutat.

Va ser director del Diari de Sabadell.
Després de la guerra civil espanyola va ser redactor en cap de Tribuna i col·laborador regular de Sabadell.

## Obra literària
Poesia
- 1903. Notes íntimes.
- 1906. Rebroll. Reus. Estampa de Celestí Ferrando.
- 1914. Del meu camí.
- 1915. Ègloga. Sabadell. Impremta Joan Sallent.
- 1916. Ai amor, que l'amor dura!. Presentat als Jocs Florals de Barcelona de 1916.
- 1916. El poema del marxant. Presentat als Jocs Florals de Barcelona de 1916.
- 1916. Poemes i llegendes. Sabadell. Impremta Joan Sallent.
- 1917. Per les sendes de l'amor. Presentat als Jocs Florals de Barcelona de 1917.
- 1919. La Mare. Presentat als Jocs Florals de Barcelona de 1919.
- 1957. On sou, Senyor....Poema espars. Sabadell. Revista Riutort, número 2, pàgina 47.

Teatre
- 1901. L'última calaverada. Monòleg en prosa. Obra còmica
- 1907. ¡Ideal!. Idil·li escènic. Reus. Estampa de Celestí Ferrando.
- 1911. Medicina Moderna. Monòleg.
- 1914. Lluites rurals. Comèdia en tres actes. Estrenada al Teatre d'Acció Catòlica de Sabadell.
- 1914. Pastors de llegenda. Poema líric en tres actes. Música d'Antoni Griera Bardia.
- 1914. Reis D'Orient. Quadro líric. Música d'Antoni Griera Bardia.
- 1917. La bruixeria. Rondalla en tres actes. Música d'Antoni Griera Bardia. Estrenada al Teatre d'Acció Catòlica de Sabadell el 1920.
- 1917. Estronomania.
- 1924. L'encís de la solitud. Conte escenificat en un acte. Estrenat al Teatre Colon de Sabadell.
- 1926. La mare (adaptació de l'obra de Santiago Rusiñol).
- 1933. Muntanyes imaginàries. Comèdia en dos actes. Estrenada al Teatre d'Acció Catòlica de Sabadell el 1920.
- 1950. La llevantina. Sabadell. Comercial Tipogràfica.
- 1951. La llegenda. Drama. Estrenat al Patronat de Sant Llorenç Savall.

Assaig
- 1921. Els deures de ciutadania. Sabadell. Imprenta la Noogràfica.

Lletrista de sardanes
- 1923. Carme gentil, de Cassià Casademont.
- 1924. Les noies de Sabadell, de Narcís Paulís.
- 1924. Records del molí, de Jaume Torner Abril.
- 1926. La donzella bruna, de Lluís Fernández Cabello.
- 1946. Bona festa, de Josep Vicens i Juli (l'Avi Xaxu).
- 1947. (juntament amb Joan Serracant) Llevantina, de Vicenç Bou.
- 1950. Anella gentil, d'Agustí Borgunyó.
- 1952. Maria de les trenes, de Josep Saderra.
- 1952. Campanes de ciutat, de Vicenç Bou.
- 1953. La gentil Anna Maria, de Josep Monné Dinarès.
- 1954. A la font de la Salut, de Cassià Casademont.
- 1955. Buscador d'estrelles, d'Adelaida Vallribera i Soler.
- 1956. Desengany d'amor, de Narcís Paulís.

## L'arxiu personal
L'arxiu personal de Ramon Ribera i Llobet està dipositat a l'Arxiu Històric de Sabadell i d'ell destaca els fons documental relatiu a la història del teatre a Sabadell.